# بویوک شاملیق
بویوک شاملیق (به لاتین: Böyük Şamlıq) یک منطقه مسکونی در جمهوری آذربایجان است که در شهرستان تووز واقع شده است. بویوک شاملیق ۲۳۷ نفر جمعیت دارد.